# اوسوالدو فاتوری
اوسوالدو فاتوری (به ایتالیایی: Osvaldo Fattori) بازیکن فوتبال و اهل ایتالیا است 

## تیم ملی
از سال ۱۹۴۹ میلادی عضو تیم ملی فوتبال ایتالیا بوده و در ۴ بازی ملی حضور داشته‌است. او در بازی‌های ملی‌اش گلی به ثمر نرساند.
اوسوالدو فاتوری آخرین بازی ملی خود را در سال ۱۹۴۹ میلادی انجام داد.